# Stizocera tristis
Stizocera tristis là một loài bọ cánh cứng trong họ Cerambycidae.